# Vasa ekonomiska region
Vasa ekonomiska region (finska: Vaasan seutukunta) är en av ekonomiska regionerna i landskapet Österbotten i Finland. Folkmängden i ekonomiska regionen uppgick den 1 januari 2013 till 99 184 invånare och regionens landyta utgjordes av 2 752  kvadratkilometer.  I Finlands NUTS-indelning representerar regionen nivån LAU 1 (f.d. NUTS 4), och dess nationella kod är 152.

## Kommuner
Vasa ekonomiska region består av följande sex kommuner (2021):
- Korsholms kommun
- Korsnäs kommun
- Laihela kommun
- Malax kommun
- Vasa stad
- Vörå kommun.